# مضربة

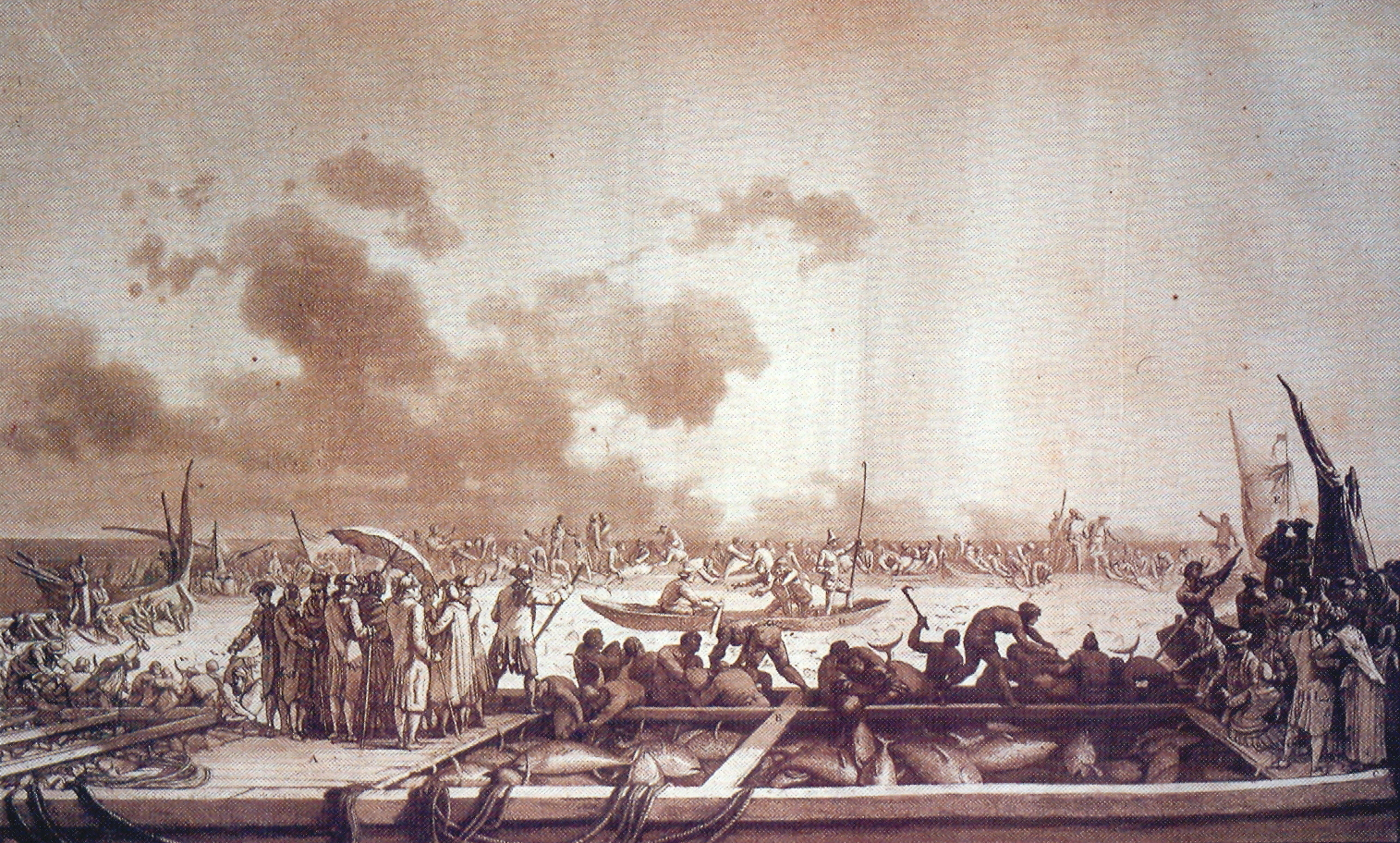
رسمة لعام 1782 في صيد أسماك التونة.

المضربة هي أسلوب لصيد أسماك التونة يستخدمها على وجه الخصوص المغاربة، وتكون بإمداد شبكة طويلة على باطن الأرض تحت البحر ومحاصرة تلك المنطقة بالقوارب، ومن ثم رفع الشبكة، وللشبكات فتحات صغيرة مائلة تجعل من الصعب الخروج منها، تستخدم هذه الطريقة منذ مئات السنين خلال موسم هجرة التونا قريباً من مضيق جبل طارق.

## روابط خارجية
- وثائقي: «محطات بحرية» : صيد سمك التونة